# Erebus ulula
Erebus ulula là một loài bướm đêm trong họ Erebidae.